# شهرك استقلال (مقاطعة دهلران)
شهرك استقلال (بالفارسية: شهرک استقلال) هي قرية تقع في قسم دشت عباس الريفي (مقاطعة دهلران) في إيران. يقدر عدد سكانها بـ 514 نسمة بحسب إحصاء 2016.